# Hapigia autumnifolia
Hapigia autumnifolia är en fjärilsart som beskrevs av Felix Bryk 1953. Hapigia autumnifolia ingår i släktet Hapigia och familjen tandspinnare. Inga underarter finns listade i Catalogue of Life.